# Morchelbecherlinge
Die Morchelbecherlinge (Disciotis) oder Flatschmorcheln sind eine Gattung der Schlauchpilze aus der Familie der Morchelverwandten (Morchellaceae).

## Merkmale
Die Fruchtkörper der Morchelbecherlinge sind sehr kurz gestielte, sehr große Apothecien, die anfangs becher- bis schüsselförmig geformt sind, bald aber sich auf dem meist lehmhaltigen Boden gut handtellergroß flach ausbreiten und dann höchstens noch einen niedrigen aufgebogenen Rand besitzen. Die Oberseite der ziemlich zerbrechlichen Fruchtkörper ist gelblich bis dunkler mattbraun, ihre Unterseite hell beige. Von dem Nabel über der Austrittsstelle gehen Wülste aus, die nach außen hin verstreichen. Sterile Rippen wie auf den „Kappen“ der verwandten Gattung der Morcheln kommen nicht vor. 
Von Nahem berochen, strömen die Flatschmorcheln einen deutlichen Geruch nach Chlor aus. Von daher rührt der dritte Name dieser ungewöhnlichen Frühjahrspilze: Chlorbecherlinge. Dieser vielleicht irritierende Duft vergeht beim kurzen Garen sofort. Von ihrem Wohlgeschmack und ihrer Bekömmlichkeit her werden die Morchelbecherlinge von Kennern höher eingeschätzt als die eigentlichen Morcheln, auch weil ihnen deren zähe Stiele fehlen.
Die Asci enthalten acht breitellipsoide, glatte Sporen die an den Enden kleine Tröpfchen besitzen können.

## Ökologie
Die Morchelbecherlinge sind saprobiontische Bewohner lockerer Böden, sie kommen in Gebüschen und Auwäldern vor.

## Arten (Auswahl)
Die Gattung enthält etwa fünf Arten, darunter sind: 
- Aderiger Morchelbecherling oder Flatschmorchel (Disciotis venosa)
- Spezieller Morchelbecherling (Disciotis maturescens)